# 阿爾蒙特 (加利福尼亞州)
阿爾蒙特（英語：Almonte）是位於美國加利福尼亞州馬林縣的一個非建制地區。該地的面積和人口皆未知。

## 地理
阿爾蒙特的座標為37°53′24″N 122°31′30″W / 37.89000°N 122.52500°W，而該地的平均海拔高度為6米（即20英尺）。